# Boisville-la-Saint-Père

Boisville-la-Saint-Père este o comună în departamentul Eure-et-Loir, Franța. În 1 ianuarie 2022 avea o populație de 721 de locuitori.